# Ігрушка
Ігрушка (біл. вёска Ігрушка) — село в складі Крупського району Мінської області, Білорусь. Село є адміністративним центром Ігрушківської сільської ради, розташоване в східній частині області.